# Lampetis viridicuprea
Lampetis viridicuprea es una especie de escarabajo del género Lampetis, familia Buprestidae. Fue descrita científicamente por Saunders en 1866.